# Marcelo José Oliveira
Marcelo José Oliveira (Santa Rita do Sapucaí, 5 settembre 1981) è un ex calciatore brasiliano, di ruolo difensore.

## Caratteristiche tecniche
È un difensore centrale.

## Carriera

### Club
Fece il suo esordio nel 2006 in prima squadra dove ha collezionato 69 presenze e 3 reti e nel 2011 è stato acquistato dall'APOEL Nicosia.

## Palmarès

### Club

#### Competizioni nazionali
- Football League: 1

Atromitos: 2008-2009
- Supercoppa di Cipro: 2

APOEL Nicosia: 2010, 2011
- Coppa di Lega portoghese: 1

Moreirense: 2016-2017